# Twin Twin
Pour les articles homonymes, voir Twin.
Ne doit pas être confondu avec Les Twins.
Twin Twin, aussi stylisé Twin+Twin, est un groupe d'electro français, originaire de Montreuil, en Seine-Saint-Denis. Composé de Lorent Idir, de François Djemel et de Patrick Biyik, le groupe se caractérise par un mélange de sons punk, electro, et rap. Il est aussi connu pour avoir participé à l'Eurovision en 2014 avec sa chanson Moustache.

## Biographie

### Débuts et formation (2010—2012)
Les jumeaux commencent leurs carrières artistiques avec le cinéma : ils sont assistants caméra et réalisent un film chez Why Not Productions. Par la suite, François exerce la fonction de bassiste dans divers groupes de rock et de hard-rock. Lorent expérimente le slam et l'écriture, il publie son premier roman Un nageur en plein ciel chez les éditions Rivages/Noir. C'est la rencontre avec le saxophoniste François Jeanneau qui va changer la donne et insuffler une nouvelle inspiration et une dynamique de création aux deux jumeaux, ce qui aboutira plus tard à la formation du groupe.
Le groupe Twin Twin quant à lui, se forme en 2010, à l'initiative de Lorent et de François qui, à Montreuil, jouaient alors dans leur groupe nommé Chimère. C'est lors de leur rencontre avec beatboxer et batteur Patrick Biyik que Twin Twin est né. Patrick, lui, a collaboré en tant que beatboxer avec notamment Hindi Zahra ou Daby Touré. La première composition du groupe, Vive la vie, lance le groupe à la découverte de la capitale et à la recherche de popularité. En plus de la musique, le groupe adopte un visuel tout aussi personnel, privilégiant les tenues de scènes colorées et vintage ; la styliste Andrea Crews est d'ailleurs une des personnes ayant largement contribué au développement vestimentaire de Twin Twin.
Cette même année, ils remportent plusieurs prix :  le prix Lauréat SFR Jeunes Talents et du concours Lance-toi en live, ce qui les amène à ouvrir les spectacles de VV Brown et BB Brunes. Ils assureront d'ailleurs au cours des années qui suivront les premières parties de plusieurs artistes tels que Stromae, Shaka Ponk ou encore Philippe Katerine. Ils sont programmés au Rock en Seine en 2010, au Printemps de Bourges et aux Francofolies en 2011. Le trio remporte également Prix Paris Jeunes Talents 2010, ils sont invités à se produire aux Solidays deux années consécutives, lors des éditions 2011 et 2012. Le groupe marque immédiatement de par sa joie de vivre et son optimisme contagieux tant dans leur musique que dans leur quotidien, les interviews qu'ils donnent pour la télé ou pour les sites web sont une autre occasion pour eux d'exprimer leur bonne humeur. Avant la sortie de leur premier EP intitulé By My Side, deux clips voient le jour : ZXR en février 2010, et By My Side en novembre 2011[réf. nécessaire]. Le troisième titre de l'EP, Comme toi fait l'objet d'une collaboration avec Lexicon ; la chanson est elle aussi accompagnée d'un clip. En attendant la sortie de leur premier album au printemps 2013, ils produisent des clips musicaux thématiques sur les différents styles musicaux (rap, rock, reggae, K-pop, jazz) pour le site internet des Inrockuptibles. En avril 2013, sort le premier album du groupe : Vive la vie, édité au label Warner Music France.

### Eurovision et clubs (2013—2016)

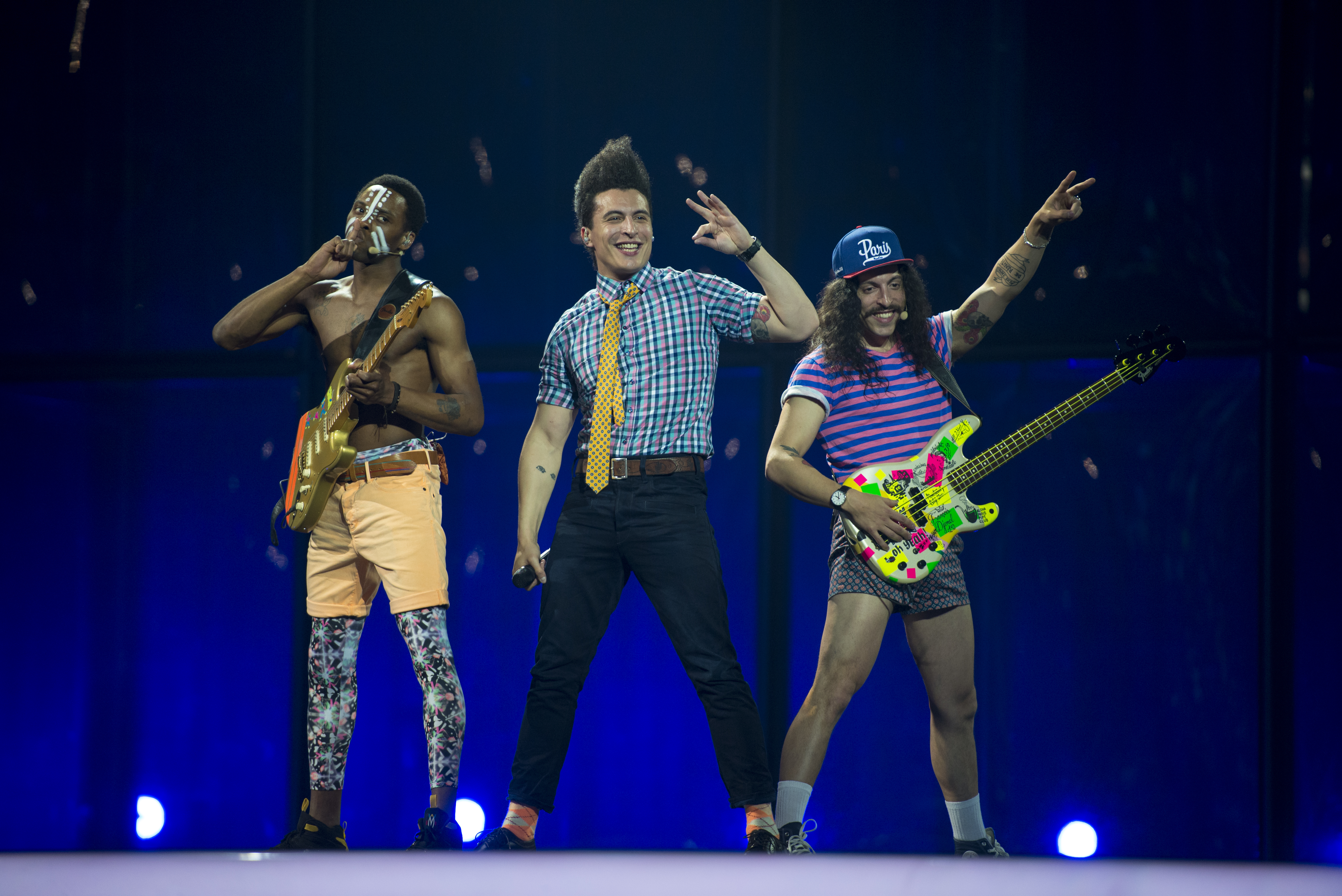
Twin Twin à l'Eurovision.

Le 27 novembre 2013, France 3 annonce le choix effectué en interne des candidats de la sélection française pour le Concours Eurovision de la chanson 2014 : Destan, Joanna et Twin Twin. Le 26 janvier 2014, les concurrents interprètent leur chanson dans l'émission Les Chansons d'abord présentée par Natasha St-Pier sur France 3. Ils font face au boys band Destan et à Joanna (demi-finaliste de la saison 8 de Star Academy sur TF1 en 2008). Destan chante Sans toi, Joanna interprète Ma liberté et Twin Twin, le titre Moustache. Les téléspectateurs sont invités à voter par téléphone ou sur internet pour désigner le représentant français à l'Eurovision.
Le 2 mars 2014, le groupe est annoncé comme futur représentant de la France au Concours Eurovision de la chanson 2014 de Copenhague, au Danemark, avec la chanson Moustache, écrite par Lorent Idir et François Djemel, et composée par Pierre Beyres et Kim N'Guyen.
Le 10 mai 2014, ils finissent derniers du Concours Eurovision avec un score de deux points (1 point donné par la Suède et 1 par la Finlande), ce qui est le plus mauvais résultat de la France depuis la création du concours en 1956, la France ayant terminé plusieurs fois avant-dernière. Ils ont également obtenu le 2e plus petit nombre de points reçus depuis Dominique Walter à l'Eurovision 1966 et sa chanson Chez nous. Après l’Eurovision, le groupe Twin Twin part à New York pour y composer son deuxième album. En décembre 2014 et janvier 2015, ils jouent dans de nombreux clubs de la ville tout en écrivant de nouvelles chansons.

### Nouvel album (depuis 2017)
C'est à New York qu'ils rencontrent Jillionaire de Major Lazer, et en 2016, c’est avec lui qu'ils produisent les titres qui composent leur deuxième opus. Ils veulent retrouver l'énergie de leurs débuts, le punk, les guitares saturées (Soundsystem, Die Trying), mais aussi le hip-hop (Weed in My Pocket, Beretta Gucci) et les influences ska, dub, reggae (Easy Life, Always Say No, Nowhere to Go) qu'ils mélangent. Cependant, aucun album ne verra le jour. Seul un single hip-hop, intitulé Maintenant je sais, sera publié en 2019.

## Discographie

### Albums studio
- 2014 : Vive la vie[11] (Warner Music France)
- 2019 : Paradiso

### EP
- 2011 : By My Side[12] (Warner Music France)

### Singles
| Année                                            | Titre                         | Classement | Album                                    |
| Année                                            | Titre                         | FRA        | Album                                    |
| ------------------------------------------------ | ----------------------------- | ---------- | ---------------------------------------- |
| 2011                                             | By My Side                    | —          | Vive la vie                              |
| 2012                                             | Comme toi (featuring Lexicon) | —          | Vive la vie                              |
| 2012                                             | Moi même                      | —          | Vive la vie                              |
| 2014                                             | Moustache                     | 115        | Single de l'Eurovision (album réédition) |
| 2017                                             | SoundSystem                   | —          |                                          |
| 2019                                             | Maintenant je sais            | —          | Paradiso                                 |
| « — » signifie que le single n'a pas été classé. |                               |            |                                          |